# Basilique Sainte-Marie-Majeure de Morella
Cette  basilique n’est pas la seule basilique Sainte-Marie-Majeure.
La basilique Sainte-Marie-Majeure (en espagnol : Iglesia Arciprestal de Santa María la Mayor) est une basilique située à Morella en Espagne, édifiée entre les XIIIe et XVIe siècles. Son architecture combine le style gothique valencien et le style renaissance. En 1700, une bulle du pape Innocent XII confère à cette église le privilège d'être incorporée à la basilique majeure Saint-Jean-de-Latran à Rome.
Cette église est classée bien d'intérêt culturel depuis 1931.

## Historique
La construction principale s'est effectuée entre 1265 et 1343, mais l'église n'a été terminée que bien plus tard, et consacrée en 1593.
Elle obtient le titre de basilique mineure en août 1958. Elle reste église de la paroisse de l'Assomption-de-Marie.

## Description
L'église compte trois nefs. Celle du centre est la plus grande. La nef latérale gauche comporte deux chapelles.
Le jubé, situé à l'arrière de l'église, où chantait le chœur, comporte une balustrade décorée de dizaines de statues exécutées dans un style typique de la sculpture gothique pré-Renaissance. Le singulier escalier en colimaçon qui y mène est entièrement recouvert de reliefs peints illustrant des scènes de la Nativité, avec les Rois mages et la généalogie du Christ, œuvre d'Antonio Sancho (1470) et du sculpteur italien Jusepe Beli. 
Les trois rosaces avec des vitraux de l'École valencienne du XIVe siècle et l'orgue de Torull sont quelques-uns de ses joyaux. Le spectaculaire retable du chœur a été réalisé dans le style churrigueresque entre 1657 et 1677 par le sculpteur Vicente Dolz. Il a été entièrement recouvert de sgraffite doré en 1739. 
Le retable incorpore divers tableaux : La Sainte Cène et La Trinité, par Espinosa ; L'Assomption de Juan Francisco Cruella (es) ; Nativité de Jésus et Adoration des Mages, par Pablo Pontons (es), etc. D'autres tableaux répartis dans l'église sont dus à Hilario Zaragozá, Juan Francisco Cruella et Sassoferrato.

## Musée
L'église contient un petit musée attenant à la sacristie, dans lequel on peut voir un tableau de l'antipape Benoît XIII attribué à Joan Reixach. Ce tableau rappelle un épisode d'une grande importance historique pour la ville. Durant l'été 1414, Morella a été le site choisi pour des conversations entre le roi d'Aragon Ferdinand Ier et le pape Benoît XIII, avec comme intermédiaire le dominicain Vincent Ferrier. Ces conversations préliminaires au concile de Constance ont duré cinquante jours et visaient à faire pression sur Benoît XIII afin qu'il démissionne et ainsi mettre un terme au Grand Schisme d'Occident. Une messe pontificale a été célébrée en cette église le 15 août 1414. La ville a organisé en 2014 de grandes célébrations à l'occasion du sixième centenaire des « conversations de Morella ». 

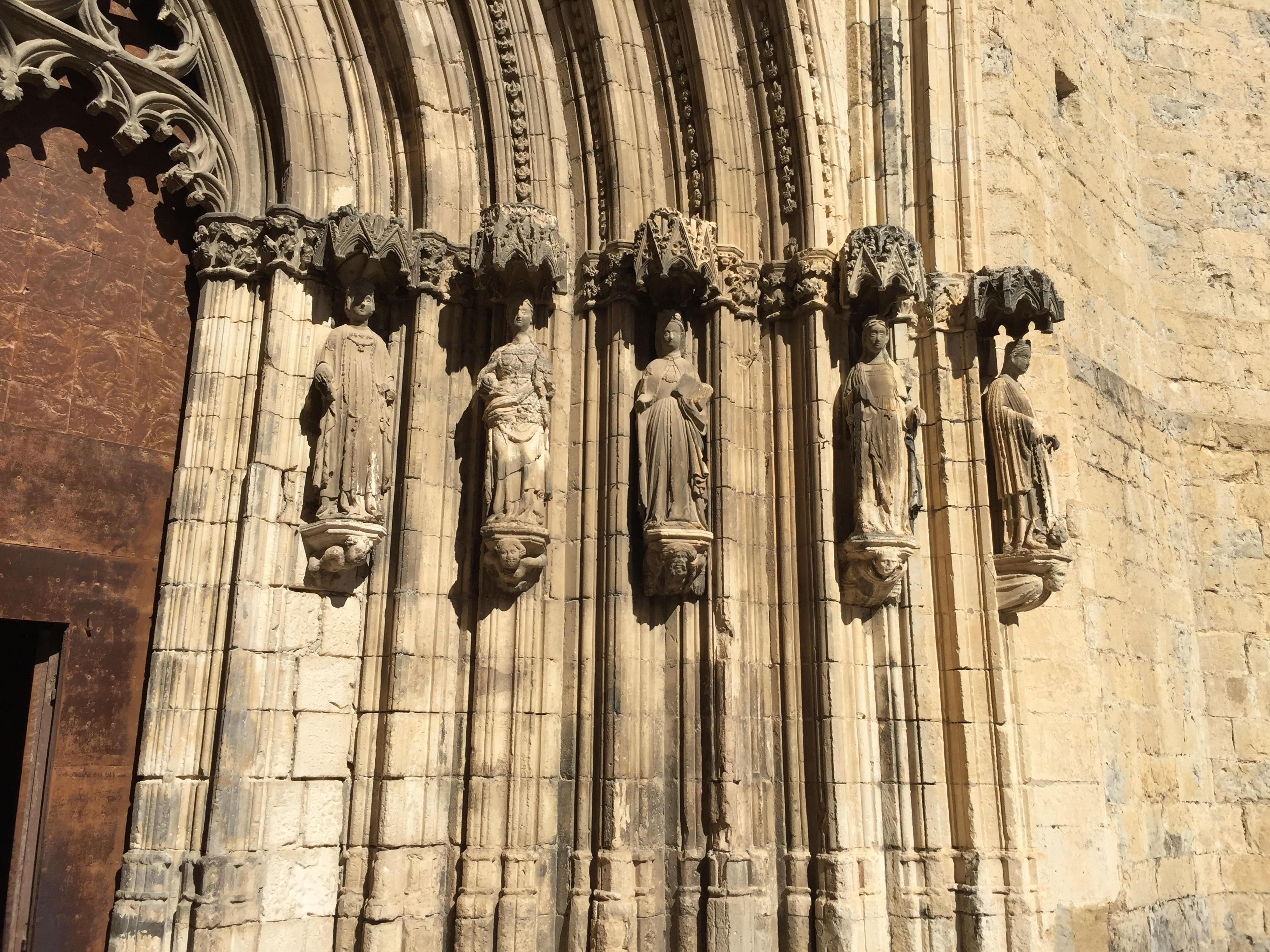
Statues de saintes entourant le portail de la Vierge.
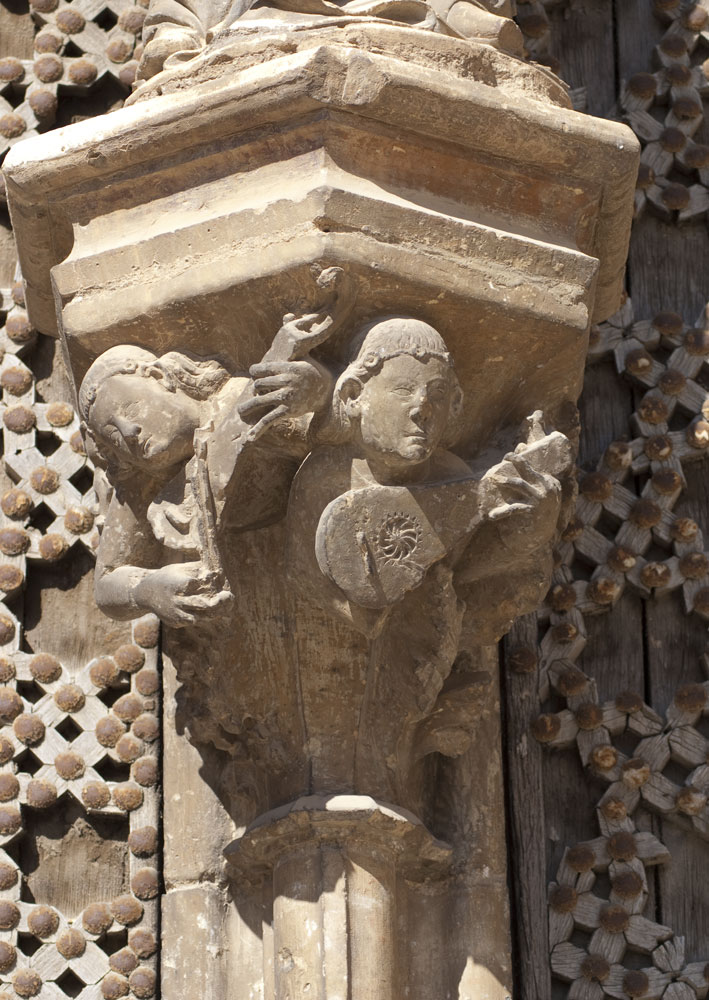
Anges musiciens. Chapiteau roman au centre du portail principal.
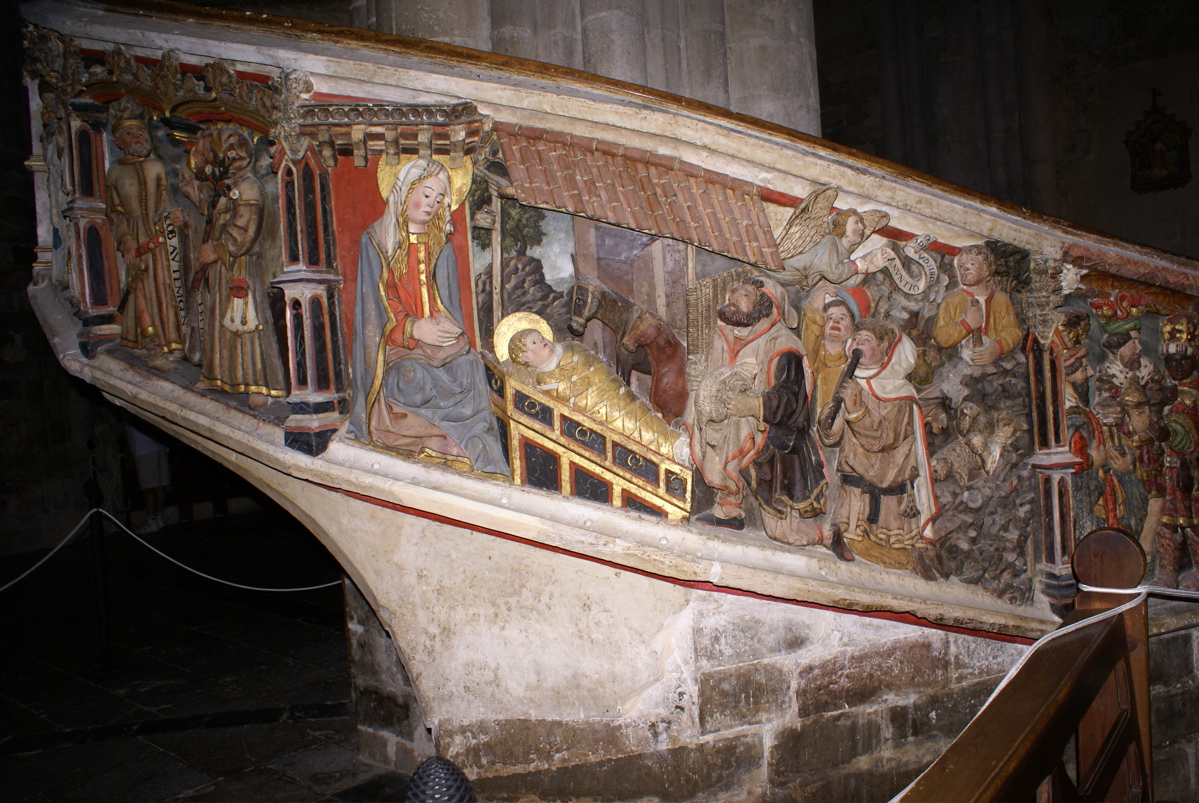
Escalier en colimaçon menant au jubé de la basilique. Scène de la Nativité. XIVe siècle.
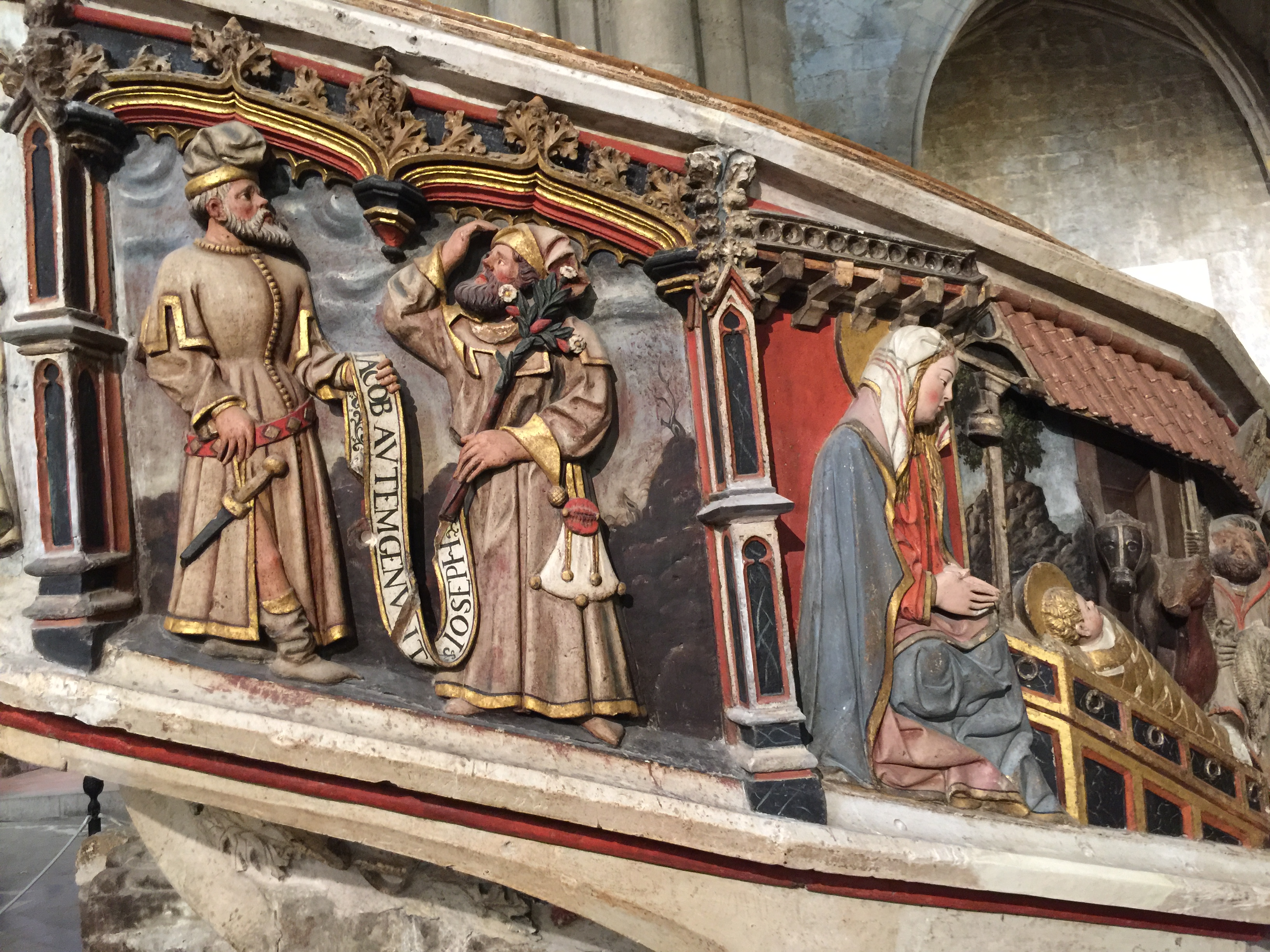
Scènes bibliques ornant l'escalier menant au jubé.
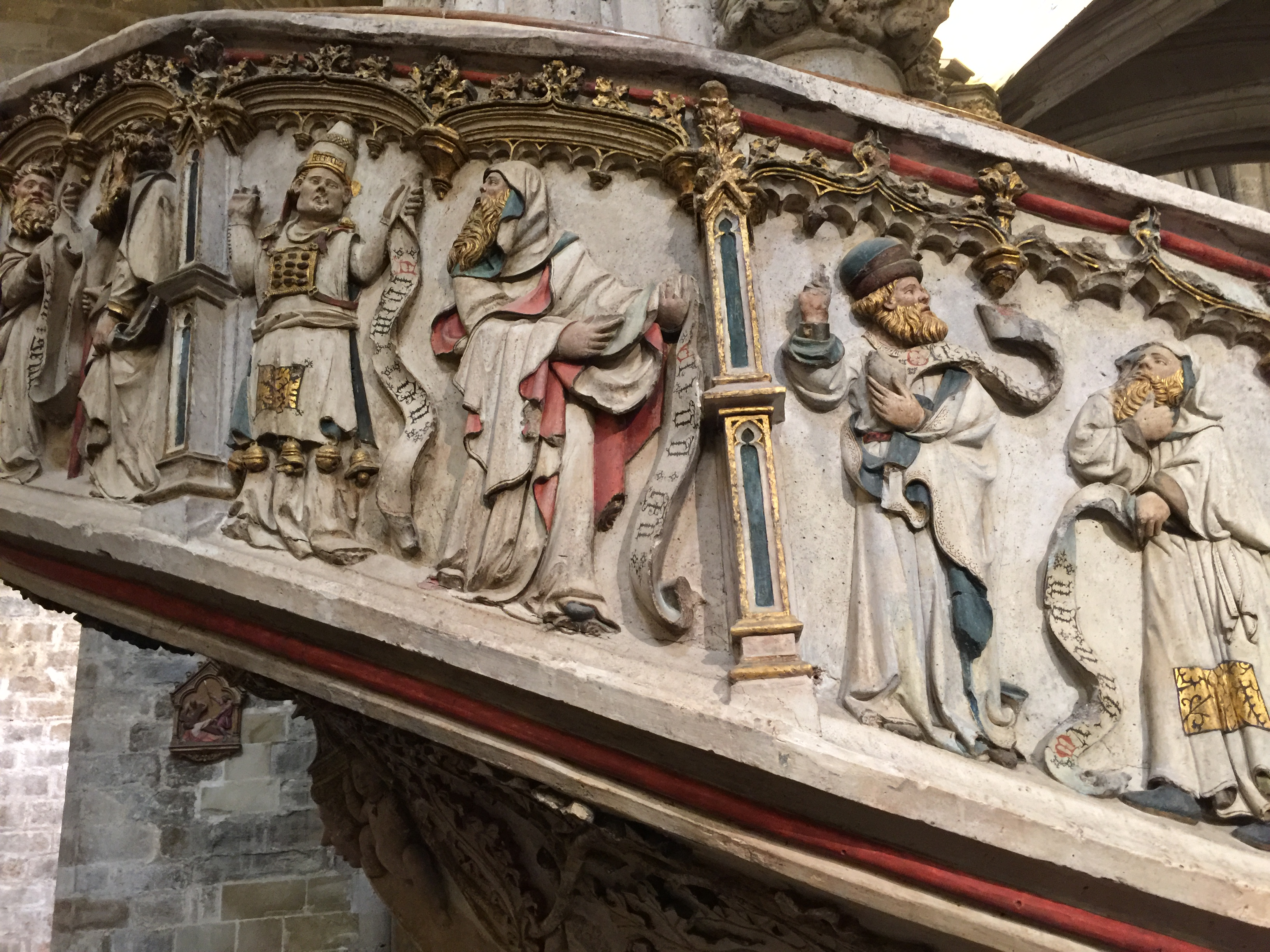
Scènes bibliques illustrant la généalogie de Jésus.
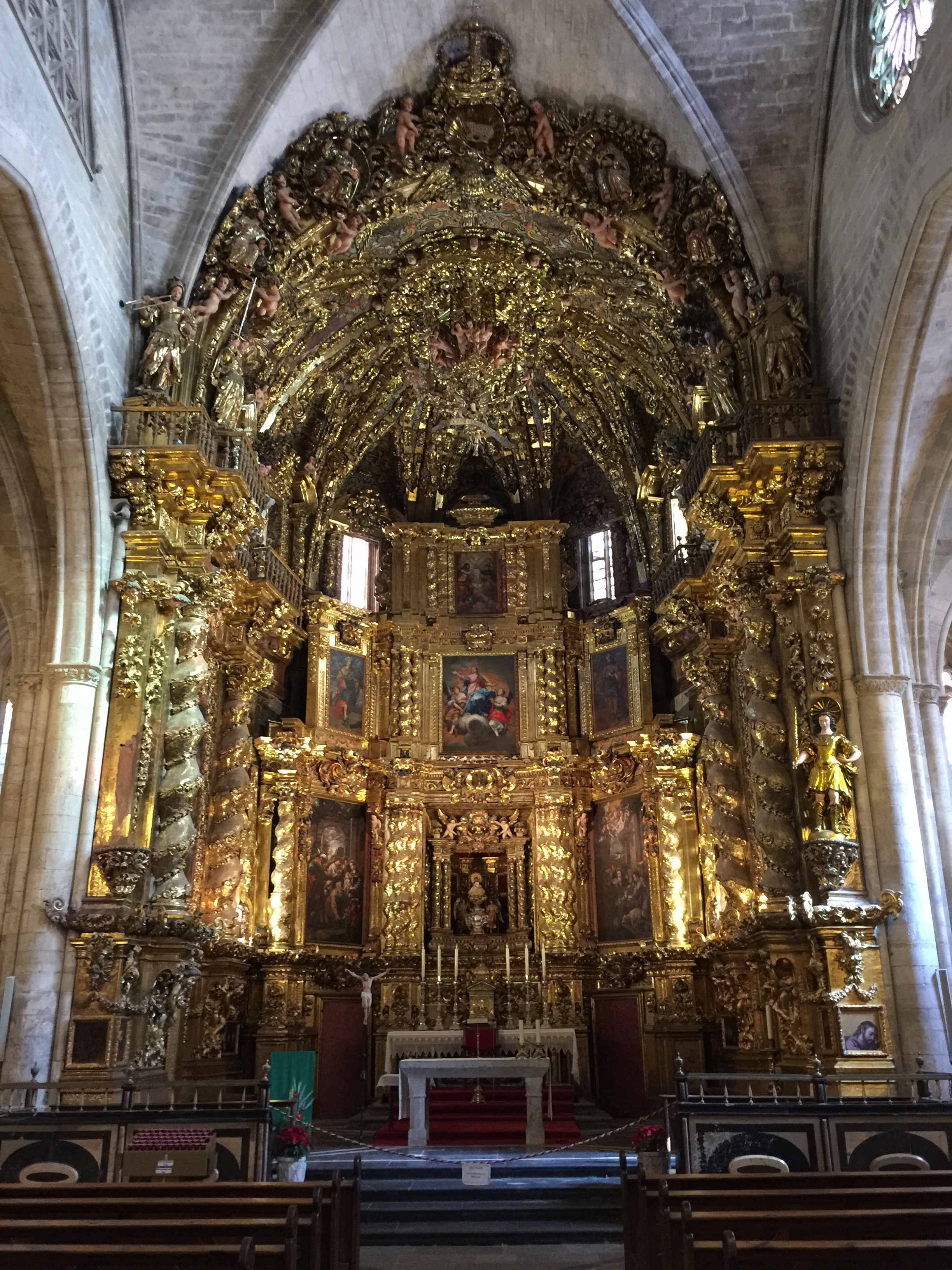
Chœur de style baroque de la basilique.
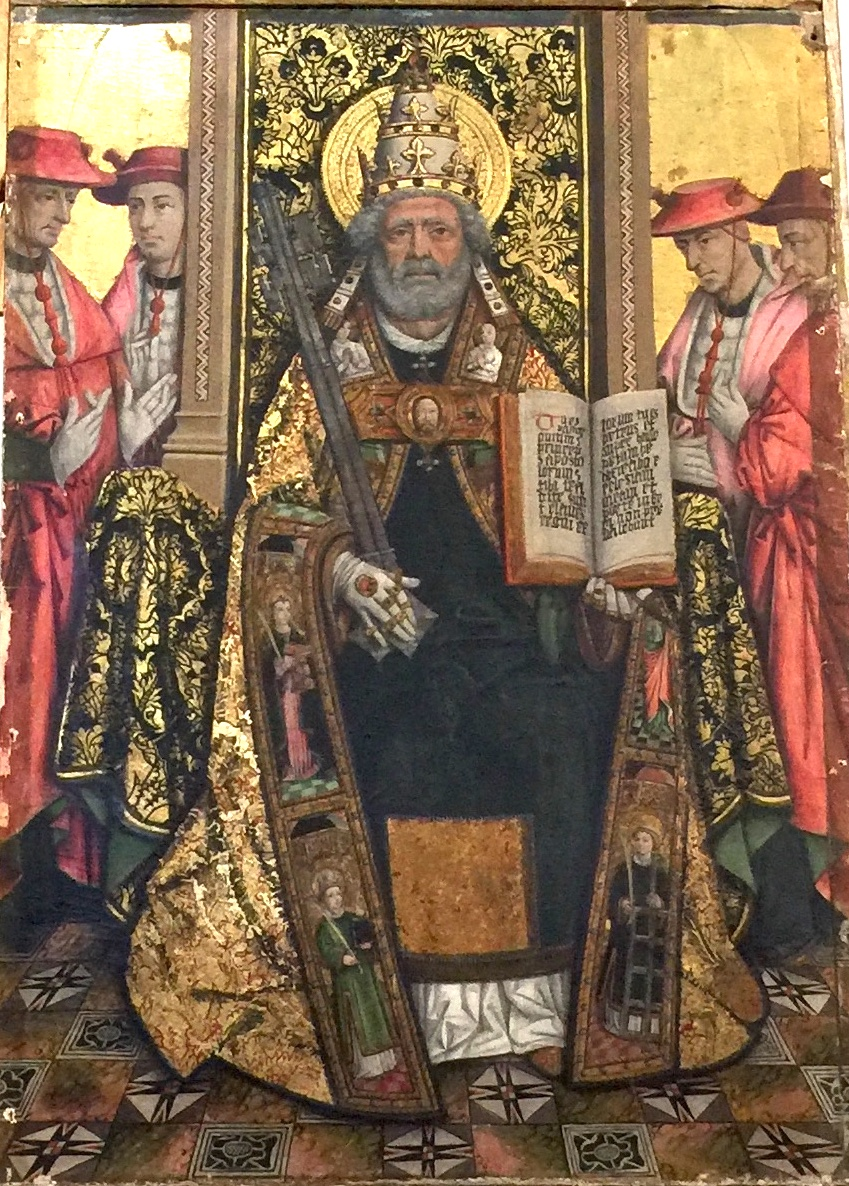
Portrait du Papa Luna par Joan Reixach.